# Соколова, Елена Теодоровна
Елена Теодоровна Соколова (род. 17 апреля 1945, посёлок Алексеевка, Саратовская область) — советский и российский психолог. Доктор психологических наук, профессор. Главный научный сотрудник Московского НИИ психиатрии, профессор кафедры нейро- и патопсихологии МГУ имени М. В. Ломоносова. Дочь философа Т. И. Ойзермана и сестра философа И. Т. Касавина. Заслуженный профессор МГУ им. М.В. Ломоносова (2004 г.).

## Образование
- 1963—1968 — факультет психологии МГУ.
- 1968—1971 — аспирантура факультета психологии МГУ.
- 1989—1996 — Московский гештальт-институт.
- 1989—1994 — Fritz-Perls-Institut (FPI).
- 1992—1993 — Institut Idee Psy.
- 1994—1996 — Institute Francais de Gestalt Therapy.
- 1990 — Стэнфордский университет.
- 1990 — Калифорнийский университет в Лос-Анджелесе.

### Степени и звания
- 1971 — кандидат психологических наук, диссертация «Влияние нарушений личностного компонента деятельности на процесс восприятия».
- 1984 — доцент кафедры нейро- и патопсихологии факультета психологии МГУ.
- 1992 — доктор психологических наук, диссертация «Особенности самосознания в невротическом развитии личности».
- 1996 — профессор кафедры нейро- и патопсихологии факультета психологии МГУ.
- 2004 — заслуженный профессор МГУ.

## Деятельность
- 1971—1976 гг. — младший научный сотрудник факультета психологии МГУ.
- 1976—1982 гг. — старший преподаватель кафедры нейро- и патопсихологии факультета психологии МГУ.
- 1980—1987 гг. — старший научный сотрудник психологической семейной консультации при факультете психологии МГУ и НИИ психологии АПН.
- 1982—1993 гг. — доцент кафедры нейро- и патопсихологии факультета психологии МГУ.
- С 1993 г. — профессор кафедры нейро- и патопсихологии факультета психологии МГУ, является главным научным сотрудником Московского НИИ психиатрии, а также научным консультантом по клинической психологии Детской больницы восстановительного лечения научно-практического реабилитационного центра «Бонум».

Область научных интересов:
- клиническая психология;
- расстройства личности;
- проективные методы исследования личности;
- психотерапия.

## Публикации

### Монографии
- Мотивация и восприятие в норме и патологии, 1976.
- Проективные методы исследования личности.
- Самосознание и самооценка при аномалиях личности, 1989.
- К проблеме психотерапии пограничных личностных расстройств, 1994.
- Особенности личности при пограничных расстройствах и соматических заболеваниях, 1995.
- Эмоциональный стресс, 1996.

### Учебные пособия
- Общая психотерапия, 2001.
- Психология нарциссизма, 2001.
- Психотерапия: теория и практика. — М.: Академия, 2010. — 368 с. — ISBN 978-5-7695-7060-5.
- Основы психодиагностики/ Под ред. А. Г. Шмелева. — М., 2002. — 544 с.
- Клиническая психология утраты Я. — М.: Смысл, 2015. — 895 с.